# König-Karl-Land
König-Karl-Land (norwegisch: Kong Karls Land) ist die Bezeichnung für eine kleine unbewohnte Inselgruppe in der Barentssee südöstlich der Insel Nordostland und nordöstlich der Insel Edgeøya in dem zu Norwegen gehörenden Spitzbergen-Archipel.

## Geographie
Im Westen trennt die 90 Kilometer breite Olgastraße die Inselgruppen von Edgeøya und Barentsøya. Im Norden liegt jenseits der Erik Eriksenstretet die Insel Nordostland.
Die Gruppe besteht aus drei größeren und mehreren kleineren Inseln. Die größeren Inseln sind von West nach Ost: Svenskøya (136 km²), Kongsøya (191 km²) und Abeløya (13 km²). Kleinere Inseln sind Helgolandøya (1,7 km²), Tirpitzøya (1,65 km²), Lyckholmøya und Röhssøya.
Auf allen Inseln in König-Karl-Land gibt es weite Küstenebenen; die kleine, östliche Insel Abeløya ist vollständig flach. Auf Svenskoeya und Kongsøya gibt es ein paar flache Berge mit weiten Gipfelplateaus zwischen 200 und 300 m Höhe. Die höchste Erhebung ist Retziusfjellet auf Kongsøya mit 320 m. König-Karl-Land ist praktisch unvergletschert. Nur auf Kongsøya gibt es einige permanente Firnflecken.

## Klima
Wie auf dem gesamten Spitzbergen-Archipel ist das Klima der hohen geografischen Breite entsprechend hocharktisch. Bringt der Westspitzbergenstrom (der letzte nördliche Ausläufer des warmen Golfstroms) an den Westküsten Spitzbergens für arktische Verhältnisse noch relativ hohe Temperaturen und viel Niederschlag, so hat der kalte Ostspitzbergenstrom König-Karl-Land mit seinen kalten Wasser- und Eismassen klimatisch fest im Griff. Auch im Sommer sind die Inseln aufgrund der Eisverhältnisse nicht immer zu erreichen.

## Geologie
Die Inseln sind vor allem aus flachlagernden Sedimenten (Sandstein, Siltstein, sowie Tonstein) aus der oberen Trias bis zur Unterkreide und aus basaltischen Intrusionen aufgebaut. Als lokale Besonderheit hat es in der Unterkreide neben den Intrusionen auch Vulkanismus an der Oberfläche gegeben, so dass sich Tuff und verschiedene Fließstrukturen finden.

## Flora und Fauna
Die Tundra besteht auf den Inseln aus karger Polarwüste, in der Moose und Flechten besser bestehen können als Blütenpflanzen. Elfenbeinmöwen und Dreizehenmöwen kommen recht häufig vor, die große biologische Bedeutung der Inseln liegt in der sehr hohen Dichte von Eisbärenwochenstuben. Im Winter reiht sich teilweise eine Geburtshöhle an die andere. König-Karl-Land hat daher große Bedeutung für den Bestand der Eisbären.

## Geschichte
Wahrscheinlich wurde König-Karl-Land bereits im frühen 17. Jahrhundert erstmals gesichtet und Wiches Land genannt. Diese Entdeckung geriet allerdings bald wieder in Vergessenheit. Mitte des 19. Jahrhunderts wurden die Inseln häufig von Westen gesichtet und 1859 gelang dem Norweger Erik Eriksen die erste Landung auf Svenskøya. 1870 benannte Theodor Heuglin die Inselgruppe nach König Karl I. von Württemberg. Die erste Karte der Inselgruppe stammt von Henrik Mohn, Professor für Meteorologie in Christiania. Eine vom Zoologen Willy Kükenthal geleitete Forschungsreise der Bremer Geographischen Gesellschaft versuchte 1889 mehrmals, die Inselgruppe zu erreichen, und stellte die erste Karte her, auf der einige der Inseln verzeichnet sind.
1898 wurden die Inseln von der deutschen naturwissenschaftlichen Helgoland-Expedition unter Leitung der Zoologen Fritz Römer und Fritz Schaudinn besucht, die von Theodor Lerner organisiert worden war. Unmittelbar nach der Helgolandexpedition besuchten schwedische Forscher unter der Leitung von Alfred Gabriel Nathorst mit dem Schiff Antarctic König-Karl-Land und hielten sich vom 4. bis 17. August 1898 dort auf, um die Inseln geologisch, biologisch und topographisch zu dokumentieren. Lerner und Nathorst hielten dabei zudem vergeblich Ausschau nach der verschollenen Ballon-Expedition von Salomon August Andrée. Im September 1899 wurde die Boje, die Andrée und seine beiden Begleiter 1897 bei ihrem Flug über dem Nordpol abwerfen wollten, an der Nordküste von Kongsøya gefunden (das letzte Lager der Männer mit ihren sterblichen Überresten wurde erst 1930 auf Kvitøya entdeckt).
Im Jahr 1908 kam es einmalig zu einer Überwinterung von sechs Trappern auf Svenskøya. Da sie im Sommer 1909 aufgrund widriger Eisverhältnisse nicht abgeholt werden konnten, mussten sie – unter Zurücklassung ihres Fangs – ein Ruderboot über das Eis ziehen, bis sie offenes Wasser erreichten.

## Das Nordost-Svalbard-Naturreservat
König-Karl-Land ist Teil des 1973 gegründeten Nordost-Svalbard-Naturreservats. Es herrscht ein ganzjähriges Verbot, die Inseln zu betreten oder sich ihnen bis auf weniger als 500 m zu Wasser oder in der Luft anzunähern. Der Sysselmann kann Ausnahmegenehmigungen erteilen. Dies wird allerdings nur in Ausnahmefällen getan.